# 大同区 (大慶市)
大同区（だいどう-く）は、中華人民共和国黒竜江省大慶市南西部に位置する市轄区。

## 行政区画
6街道、4鎮、4郷を管轄：
- 街道：慶葡街道、大同鎮街道、高台子鎮街道、林源鎮街道、立志街道、新華街道
- 鎮：大同鎮、高台子鎮、林源鎮、太陽升鎮
- 郷：祝三郷、老山頭郷、八井子郷、双楡樹郷

## 交通

### 鉄道
- 中国鉄路総公司
  - 中国鉄路ハルビン局集団公司
    - 通譲線（通遼方面）- 労動屯駅（中国語版） - 太陽昇駅（中国語版） - 立志駅（中国語版） - 向陽村駅（中国語版） - 新華屯駅（中国語版） - 興無駅（中国語版） - 八村駅（中国語版） - 林源駅（中国語版） -（大慶方面）

### 道路
- 高速道路
  - 大広高速道路

## 健康・医療・衛生
- 大慶市大同区仁和医院
- 大慶市大同区人民医院
- 大慶市大同区婦幼保健站